# Полтергајст
Полтергајст је врста духа или другог натприродног бића, које је наводно одговорно за физичке сметње као што су гласни звукови и објекти који лете. Полтергајсти наводно могу и да озледе људе. Они се појављују у многим културама и државама, укључујући и Сједињене Америчке Државе, Јапан, Бразил, Аустралију и још доста европских земаља. Овај феномен није научно објашњен.